# Harding megye (Új-Mexikó)
Harding megye az Amerikai Egyesült Államokban, azon belül Új-Mexikó államban található. Megyeszékhelye Mosquero, legnagyobb városa Roy. Lakosainak száma 657 fő (2020. április 1.). Harding megye Union, Quay, San Miguel, Mora és Colfax megyékkel határos.

## Népesség
A megye népességének változása:
| Lakosok száma | 688  | 709  | 699  | 693  | 698  | 657  |
|               | 2010 | 2011 | 2012 | 2013 | 2015 | 2020 |